# TV Pirata (programa de televisión)
TV Pirata fue un programa de televisión humorístico Brasileño, transmitido por Rede Globo entre 1988 y 1990 y en 1992, los martes.
El programa fue creado por el director y guionista Guel Arraes y Cláudio Paiva, y fue uno de los éxitos más grandes de su tipo en Brasil, un humorístico basado en el sinsentido y la sátira, a cargo de un equipo de escritores que incluyó a Luis Fernando Verissimo, Laertes y Glauco y los miembros del Planeta Diário y Casseta Popular quienes se reunieron y formaron Casseta & Planeta. El éxito también se debe al reparto, con actores y actrices como Cláudia Raia, Débora Bloch, Louise Cardoso, Marco Nanini, Diogo Vilela, Maria Zilda Bethlem, Guilherme Karan, Ney Latorraca, Pedro Paulo Rangel y Cristina Pereira. El programa ayudó a establecer las carreras de actores como Luiz Fernando Guimarães y Regina Casé (ambos revelados por el grupo de teatro Asdrúbal Trouxe o Trombone). Desde el 1 de enero de 2011, se repite por el Canal Viva.

## Premisa
El programa era influenciado por SNL, de los Estados Unidos, Monty Python's Flying Circus, de Inglaterra, y de la película Amazon Women on the Moon, tanto en su contenido, como en su formato, Cada programa consistió en una serie de sketches, al azar o siguiendo el patrón de bloques fijos.

## El Programa
El embrión del programa, era el Vandergleyson Show de la Rede Bandeirantes. El programa fue escrito por Pedro Cardoso y dirigido por los equipos de Casseta y Planeta, que presentó a los actores y al innovador esquema de parodias, que lo consagraría luego, en la Rede Globo. El martes 5 de abril de 1988, el programa hizo su debut el Martes Estelar, indirectamente sustituyendo Viva o Gordo (como Jô Soares fue al SBT , su espacio los lunes fue ocupada por Tela Quente) como el principal humorístico de la Rede Globo. El comienzo fue lento y TV Pirata casi fue cancelada. Al principio, el público no asimila bien un programa de humor que no tenía comediantes pero con actores dramáticos que hacen comedia (más tarde , algunos de estos actores haría más comedias en sus carreras). También estaba en la TV Pirata un concepto de marco "fijo " comparable a la tradicional programación humorística como Balança Mas Não Cai y Praça da Alegria, en la incorporación constante de nuevas atracciones, ningún marco fue asegurado en toda la temporada. Gradualmente, sin embargo, la organización comenzó a recoger en sketches porque se hizou bromas de todo tipo, como el fútbol, la política, la economía, novelas, y otras celebridades. Ninguna persona de cualquier clase social o económica escapó del humor de TV Pirata o la TV Globo, "víctima" de las sátiras de: Globo Rural (Campo Rural), TV Mulher (TV Macho), Roda de Fogo (Fogo no Rabo), y numerosos otros programas.  TV Pirata se ha consolidado como un fenómeno del humor brasileño, rompiendo con el estilo del tipo de comedia que vienen de la era de la radio y se extendió como el estándar dominante en la televisión desde los años 60. Talento de los actores y los guionistas no se puede negar, la que ayudó a que el programa ganar la categoría de mejor comedia en el Troféu Imprensa 1988, Realizado en 1989.

## 1988
El programa se abría con la invasión de los piratas de la central de programación de una estación y poner una cinta en el aire con una programación "diferente". Estos fueron los bloques más regulares:
- Fogo No Rabo, refiriéndose a Roda de Fogo, en su tema de apertura, es una sátira de los Clichés noveleros. Barbosa (Ney Latorraca), un anciano que siempre repite la última frase lo que otros dijeron, pronto se convirtió en el personaje más popular de  TV Pirata, siendo recordado hoy. Latorraca define al personaje como uno de sus grandes papeles.
- TV Macho: Guilherme Karan tuvo su gran papel: el presentador José Carlos Bordoada
- As Presidiárias: Serie creada para dar destaque a las actrices femeninas. Cláudia Raia tuvo su mayor papel en TV Pirata como Tonhão, lésbica encarcelada, en contraste con su habitual imagen de sex symbol.
- Casal Telejornal: Regina Casé y Luiz Fernando Guimarães satirizando Eliakim Araújo y Leila Cordeiro, como María Elena y Carlos Alberto.

## 1989
En la apertura de 1989, los actores contra escenificaban con actores de novelas famosas como Guilherme Karan disfrazado de Leila y matando a Odette Roitman, la villana de Vale Todo; Louise Cardoso, tirando café con leche en la cabeza de Paulo Autran y Fernanda Montenegro en la Guerra de los Sexos y Cláudia Raia tomando un baño de burbujas en las fosas del cementerio de Sucupira en El Bien Amado. La tecnología utilizada en la careta de apertura, era llamada chroma-key, tres aperturas utilizadas anteriormente (1985-1987) en Viva o Gordo. Marco Nanini fue sustituido por Pedro Paulo Rangel, quien permaneció en el programa hasta la última temporada. Los creadores mantuvieron su promesa de no aprovechar en 1989 sin marco o el carácter de la temporada anterior, con independencia de los criterios de popularidad. El "retiro" de Barbosa fue especialmente deplorado: el personaje reapareció en un solo episodio del talk show de Barbosa nueve y media. En general, los bloques estaban menos memorables que el 1988, con énfasis en la novela Rala Rala y la serie "Cerro del Mono Mojado"

## 1990
En el 90, Globo transfirió el programa desde la noche del martes al jueves después de que algunos programas deshicieron el intercambio. Y el 29 de marzo de ese año, salió al aire la tercera temporada, con muchos cambios. Volvió al elenco, Marco Nanini reemplazado Ney Latorraca en 1990. Cláudia Raia y Louise Cardoso también dejaron el show, tomando sus lugares ocupados por Maria Zilda Bethlem y Denise Fraga. Con un nuevo tema musical y la apertura de nuevas atracciones (la más recordada es la novela La Perseguido), la tercera temporada de TV Pirata,  Sufrió con la crisis que afectó a la línea de shows de la Cadena Globo, el cual impedían a estos últimos, atraer anunciantes (efecto del Plan Collor), ni competir con la novela Pantanal. El campeón de  audiencia de 1988 y 1989, comenzó a desvanecerse e incluso fue cancelado el 31 de julio de 1990

## 1992
Después de un año fuera del aire, TV Pirata regresó para una última temporada con grandes cambios. El programa llegó a ser mensual, considerado como uno de los atractivos del Martes Estelar. El programa, no tuvo, bloques ni personajes fijos (Salvo, el recurrente Calavera, interpretado por Antonio Calloni)  cada episodio giró en torno a un tema común (el infierno, la teleserie mexicana, cable y otros). Otávio Augusto, Antonio Calloni y Marisa Orth entraron al elenco. Regresó Cláudia Raia. pero de la formación original de 1988, sólo estuvieron: Débora Bloch y Guilherme Karan.

## Bloques
- Fogo no rabo: fue una novela satírica presenta dentro del programa que parodia la novela Rueda de Fuego (1986), el éxito televisivo de la Red Globo dos años antes, pero con los temas utilizados en la trama Mandala, también de la Red Globo. Fue presentada en el año 1988. Llevaba también la música de la banda sonora de la película Blade Runner.

- - Sinopsis: Reginaldo es un hombre de negocios sin escrúpulos que sostiene una relación amorosa con la fatal Penélope, pero se aprovecha de la ingenuidad de la enamorada Natalia para explorar la familia de esta. El padre de Natalia, Barbosa es un viejo chocho que sólo se repite la última palabra de todo lo que los demás dicen y no puede ordenar a la familia, para consternación de su esposa, Clotilde la "cabeza" del clan. Amilcar es el otro hijo, un joven estudiante y rebelde, que critica a la sociedad, el gobierno, y no acepta la vida "alienada" de Clotilde y Barbosa. El sueño de la romántica Natalia es casarse con su amado, y Reginaldo tiene dos hermosos hijos: "Danielle Aparecida y Cleverson Carlos". Pero que en realidad lo desprecia y lo utiliza para sus golpes. Para ayudarle, Reginaldo tiene una secretaria útil, ama de casa Mariana y su hombre de confianza Agronopoulos, una criatura extraña, mezcla "high-tech" de Jorobado de Notre Dame y Nosferatu.
  - Elenco
    - Luiz Fernando Guimarães - Reginaldo
    - Débora Bloch - Natália
    - Ney Latorraca - Barbosa
    - Louise Cardoso - Clotilde
    - Cláudia Raia - Penélope
    - Regina Casé - Dona Mariana
    - Guilherme Karan - Agronopoulos
    - Diogo Vilela - Amílcar
    - Curiosidad: cada vez que se mencionaba el nombre de Reginaldo, era tocada el fragmento "Como una Diosa", el estribillo de la canción "Amor y Poder", de la cantante Rosana Fiengo. Esa canción fue parte de la banda sonora de la serie de televisión Mandala, que apareció en 1987.
- As Presidiárias: El bloque se estrenó en 1989 con cuatro personajes muy diferentes:
  - Tonhão (Claudia Raia) - María de Lourdes de la Gracia, de 38 años, conocido como Tonhão, hizo famosa en los años 70 cuando jugaba en el Palmeiras. Fue condenada a 28 años por haber seducido y violado 456 estudiantes del Colegio Secundario de las Carmelitas Normalistas. La convicta aprovechaba cualquier situación para seducir a sus compañeras de celda.
  - Olga de Castro (Cristina Pereira) - Militante doble de izquierda del PCCPC (Partido Comunista Comunista por Caramba), tenía 22 años y llevaba una boina con una estrella roja del Partido Comunista.
  - Sabelle Duffon de Montpelier (Louise Cardoso) - niña mimada, hija de un poderoso banquero internacional, fue detenida a los 22 años de edad y condenado a 15 años de prisión, a petición de su propio padre - así que empezó su carrera por abajo. No dejaba de quejarse de las instalaciones anticuadas y las condiciones antihigiénicas y repugnantes de la prisión.
  - Cristiane F (Débora Bloch) - Drogada, prostituta, borracha, mal pagada y partidaria de Botafogo, tenía 18 años cuando fue declarada culpable de posesión de drogas y el tráfico de  condones de fabricación japonesa.
  - Doña Solange (Regina Case) - directora de la prisión, era una portuguesa de bigote y de enormes pechos. El escenario principal fue formado por la celda de cuatro reclusas con dos literas y carteles en las paredes de las mujeres, en condiciones de servidumbre por Tonhão. Los trajes de cada una personalizaban el uniforme de prisión de acuerdo a sus estilos.
- Cerro del Mono Mojado - Se muestra en 1989, el sketch interpretado por actrices Louise Cardoso y Claudia Raia como dúo de ladrones que estén dispuestos a presentar las diversas estafas. Ambos residen en el Cerro del Mono Mojado, una colina situada en la peligrosa Zona Sur  (región de Río de Janeiro)  comandado por Paulinho Malandragem, interpretado por Guilherme Karan junto a su pareja, el torpe Edmilson (Pedro Paulo Rangel). En la parte rica de la ciudad, en unos edificios de condominios vive Marlene (Débora Bloch), y una madre consumista y Tonta inútil del Surfista Mauricio (Diogo Vilela), sufriendo a golpes de María (Claudia Raia), la criada que monta un esquema gánster con su novio Everton (Luiz Fernando Guimarães), Paulinho y Shirley (Louise Cardoso).
- TV Macho: En él, Guilherme Karan interpretaba a José Carlos Bordoada, que informaba a los machones, de última hora, sobre la información del mundo macho, quedó conocida por su frase: "La gente come la abeja, por que la miel es cosa de Homosexuales."  Las entrevistas eran otra parte del programa: en ellos, José Carlos Bordoada entrevistaba a machonas y machones, porque había mujeres entrevistadas. Durante las entrevistas, Zeca y sus entrevistados, escupían en el suelo, se rascaban en zonas íntimas y a veces terminaba en Peleas. En sus entrevistas, Bordoada habló con personalidades, como el costurero Paul Couturier, interpretado por Ney Latorraca, la convicta Tonhão, interpretada por Claudia Raia, el hincha de Botafogo Edicleia Carabina, interpretada por Regina Case, el vaquero estadounidense Billy Joe, interpretado por Marco Nanini y la sexóloga Luís da Mangueira, interpretada por Diogo Vilela. El escenario era muy simple: había dos sillas y una mesa llena de botellas de cerveza encima. La apertura fue una cinta de vídeo de una lucha de boxeo con un logotipo parodiando el viejo programa TV Mulher com la música Macho Man, de Village People o el sonido de una guitarra.
- Black Notícias - Inspirado en el Jornal Nacional de fines de la Década de 1980. había dos presentadores quienes daban la noticia al sonido de hip-hop.
- Pareja Neurótica (Casal Neuras) - inspirada en las tiras  Neuras  de Glauco .
- La Cosa (A Coisa)- Marco Nanini y Cristina Pereira interpetaron a un científico loco y su ayudante.
- Sabrina - Los diamantes no son para comer (Sabrina - Os diamantes não são para comer)
- Hospital General(Hospital Geral)
- Rala-Rala- pseudo-telenovela
- Superhuida(Supersafo)  - Diogo Vilela era un superhéroe que llevaba el "estilo brasileño" embaucador para alejarse de la confusión .
- Perdidos en el espacio(Perdidos no espaço)
- Barbosa nueve y media(Barbosa Nove e Meia)
- La Perseguida (A Perseguida)
- Broma en Debate(Piada em Debate)
- Pareja de Telediario (Casal Telejornal)  Parodia de Eliaquim Araujo y Leila Cordeiro , con Carlos Alberto y Maria Helena
- Deporte Deportivo (Esporte Esportivo)  - Diogo Vilela era una parodia de Fernando Vanucci que estaba en el Globo Esporte en la época.
- Matorral y Bacanal - la parodia con la novela Pantanal (telenovela) de TV Manchete , en el momento de su apogeo.
- Formula 1  - En este contexto, el piloto brasileño Peixoto disputó el campeonato de Fórmula 1 con el equipo Brazuca , haciendo bromas a Nelson Piquet, Ayrton Senna, Alain Prost y Nigel Mansell, conductores populares de la época.
- El secreto de Darcy (O segredo de Darcy) - en ella, Darcy es una "mujer" se diferencia de los medios habituales , siempre con métodos poco ortodoxos y un comportamiento brutal demasiado para el gusto de su madre, doña Penélope. Y Darcy todavía sigue contando con mano de hierro la vida de su marido, el tirón Octavio, Tavinho", hijo de Penélope , que siempre se mete en la vida matrimonial.
- Relación,  Sublime Relación (Relacionamento, Sublime Relacionamento) - mostró un marido cornudo abiertamente con su mujer aburrida y exigente cuyo amante no sólo se escondió , pero también vivió en el armario que tuvo que interfono.
- Novela Barro-Seco

## Legado
Después de más de veinte años y especialmente para sus dos primeras temporadas, TV Pirata, alcanzó un estatus de leyenda del humor brasileño, ya que hasta hoy no ha habido nunca un programa similar. Al año siguiente de la cancelación del programa , grupo Casseta y Planeta y otros críticos se han reorganizado en torno a otro proyecto innovador : Doris al Mayor, que a su vez dio lugar a Casseta y Planeta, Urgente!. En 2004, Globo Vídeo Lanzó un DVD doble, con los mejores bloques del programa, además los episodios seleccionados de TV Macho y la trama completa de Fuego en la Cola. El canal de cable de las Organizações Globo, Multishow, reprisó la mayoría de los episodios de la 1ª Temporada, con motivo del 40.º aniversario de la Rede Globo. Algunos bloques del programa también están disponibles en YouTube y en el sitio web de TV Globo. En mayo de 2009, se repitió la novela Fogo no Rabo, en el vespertino Vídeo Show. En noviembre de 2010, se repitió la telenovela Sabrina: os diamantes não são para comer. A fines de diciembre, se repitió TV Pirata: quem matou Barbosa?, en febrero de 2011, es repetida la telenovela Rala Rala. Tres meses después, se reprisó el sketch, Cerro del Mono Mojado.

## Elenco
Todo el elenco:
| Actor/Actriz            | 1988 | 1989 | 1990 | 1992 |
| Débora Bloch            |      |      |      |      |
| Guilherme Karan         |      |      |      |      |
| Cristina Pereira        |      |      |      |      |
| Diogo Vilela            |      |      |      |      |
| Luiz Fernando Guimarães |      |      |      |      |
| Regina Casé             |      |      |      |      |
| Cláudia Raia            |      |      |      |      |
| Pedro Paulo Rangel      |      |      |      |      |
| Louise Cardoso          |      |      |      |      |
| Ney Latorraca           |      |      |      |      |
| Marco Nanini            |      |      |      |      |
| Denise Fraga            |      |      |      |      |
| Maria Zilda Bethlem     |      |      |      |      |
| Antônio Calloni         |      |      |      |      |
| Marisa Orth             |      |      |      |      |
| Otávio Augusto          |      |      |      |      |

Elenco por temporada:
| 1988 | 1989 | 1990 | 1992 |
| - Cláudia Raia - Cristina Pereira - Débora Bloch - Diogo Vilela - Guilherme Karan - Louise Cardoso - Luiz Fernando Guimarães - Marco Nanini - Ney Latorraca - Regina Casé | - Cláudia Raia - Cristina Pereira - Débora Bloch - Diogo Vilela - Guilherme Karan - Louise Cardoso - Luiz Fernando Guimarães - Pedro Paulo Rangel - Ney Latorraca - Regina Casé | - Cristina Pereira - Débora Bloch - Diogo Vilela - Guilherme Karan - Louise Cardoso - Marco Nanini - Luiz Fernando Guimarães - Pedro Paulo Rangel - Ney Latorraca - Regina Casé | - Antônio Calloni - Cláudia Raia - Débora Bloch - Denise Fraga - Guilherme Karan - Maria Zilda Bethlem - Marisa Orth - Otávio Augusto - Pedro Paulo Rangel |

## Guionistas
- Miguel Falabella
- Patrícia Travassos
- Luis Fernando Veríssimo
- Laerte
- Glauco
- Mauro Rasi
- Vicente Pereira
- Bussunda
- Hubert
- Marcelo Madureira
- Beto Silva
- Cláudio Manoel
- Reinaldo
- Hélio de La Peña